# Astenus melanurus
Astenus melanurus é uma espécie de insetos coleópteros polífagos pertencente à família Staphylinidae.
A autoridade científica da espécie é Kuster, tendo sido descrita no ano de 1853.
Trata-se de uma espécie presente no território português.